# Mirja Hietamies
Mirja Hietamies   (Lemi, 7 de gener de 1931 - Savitaipale, 14 de març de 2013), posteriorment coneguda amb el nom de casada Mirja Kyllikki Hietamies-Eteläpää, fou una esquiadora de fons finlandesa que va competir durant la dècada de 1950.
El 1952 va prendre part en els Jocs Olímpics d'Hivern d'Oslo, on guanyà la medalla de plata en la cursa dels 10 quilòmetres del programa d'esquí de fons. Aquesta cursa fou dominada per l'equip finlandès, que ocupà les cinc primeres posicions finals. Quatre anys més tard, als Jocs de Cortina d'Ampezzo, disputà dues proves del programa d'esquí de fons. Guanyà la medalla d'or en la prova dels relleus 3x5 quilòmetres, formant equip amb Sirkka Polkunen i Siiri Rantanen, mentre en la prova dels 10 quilòmetres fou sisena. En el seu palmarès també destaquen dues medalles al Campionat del Món d'esquí nòrdic de 1954.
El 1955 va ser escollida la millor esportista femenina de Finlàndia de l'any. Es va retirar després dels Jocs Olímpics de 1956 i el mateix any es va casar amb Olli Eteläpää. Posteriorment va treballar com a entrenadora d'esquí i professora d'educació física, i va ser membre de la Federació Finlandesa d'Esquí entre 1965 i 1967.